# Benjamín Clariond
Benjamin Clariond Reyes-Retana (Monterrey, Nuevo León; 23 de noviembre de 1948) es un político mexicano, miembro del Partido Revolucionario Institucional. Fue gobernador de Nuevo León entre 1996 y 1997.

## Primeros Años
Nació en Monterrey, Nuevo León, el 23 de noviembre de 1948, siendo el cuarto de los 6 hijos de don Eugenio Clariond Garza y de doña Ninfa Reyes Retana. Es licenciado en Administración de Empresas por el Instituto Tecnológico y de Estudios Superiores de Monterrey. Diplomado en alta dirección de empresas en el centro de Estudios Industriales de Ginebra, y en dirección de empresas familiares en The Wharton School, incorporada a la universidad de Pensilvania. Ha ocupado diversos cargos a nivel directivo dentro del Grupo IMSA de Monterrey, siendo presidente y consejero en instituciones industriales, bancarias y de servicio.
Diputado a la LIV Legislatura por el I Distrito Electoral Federal de Nuevo León. Formó parte entonces de las comisiones de Asentamientos Humanos y Obras Públicas, Patrimonio y Fomento Industrial y Comunicaciones y Transportes y del Comité Técnico de la Cámara de Diputados. Fue presidente Municipal de Monterrey del 1 de enero de 1992 al 31 de octubre de 1994. El 18 de abril de 1996 el Congreso del Estado lo designó Gobernador Interino de Nuevo León para ejercer en sustitución de Sócrates Rizzo García, en virtud de su licencia.
Su administración, si bien popular debido a su enorme carisma, fue marcada por episodios de corrupción. Clariond no fue acusado de ningún delito -su primo y socio de negocios era entonces el gobernador del estado Fernando Canales Clariond-.
Fue diputado federal electo por la vía plurinuminal por Nuevo León a la LXI Legislatura del Congreso de la Unión de México.